# Раннику, Маая Викторовна
Маая Викторовна Ках Раннику (эст. Maaja Ranniku; 1 марта 1941, Абья — 24 октября 2004, Таллин) — эстонская шахматистка, международный мастер (1964) среди женщин. 
8-кратная чемпионка Эстонской ССР (1961—1987) и 6-кратная — сельского спортивного общества (1965—1976). Чемпионка ДСО профсоюзов (1965). Участница 13 чемпионатов СССР — чемпионка в 1963 и 1967; лучшие результаты в других чемпионатах: 1964 — 2—4-е, 1965 и 1968 — 3-е, 1970 — 1—2-е, 1971 — 3—4-е, 1974 — 4-е места. Участница ряда соревнований на первенство мира, в том числе турнир претенденток — Сухуми (1964) — 6-е место, межзональный турнир — Аликанте (1979) — 8-е место. Лучшие результаты в других международных соревнованиях: Сухуми (1964) — 3-е; Брянск (1965) — 2-е; Владимир (1968) — 2—3-е; Балатонфюред (1969) и Брашов (1971) — 1-е; Воронеж (1973) — 5-е; Врнячка-Баня (1973) — 2—3-е; Дечин (1975) — 5—6-е; Таллин (1986) — 4—5-е места. 
Шахматистка комбинационного стиля. 
Похоронена на кладбище Пярнамяэ.

## Изменения рейтинга
| Графики недоступны из-за технических проблем. См. информацию на Фабрикаторе и на mediawiki.org. |